# Kosd
Kosd is een dorp gelegen in het Hongaarse comitaat Pest, behorende tot het deelgebied Vác. De oppervlakte van de gemeente bedraagt 34,07 km² en het inwoneraantal was 2295 in het jaar 2001.  